# Jusqu'au bout du rêve
Pour plus de détails, voir Fiche technique et Distribution.
Jusqu'au bout du rêve ou Le champ des rêves au Québec (Field of Dreams) est un film américain réalisé par Phil Alden Robinson, sorti en 1989.

## Synopsis
Un fermier de l'Iowa entend des voix qui le poussent à construire un terrain de baseball, puis à retrouver le romancier Terence Mann et le joueur « Moonlight » Graham.

## Fiche technique
- Titre original : Field of Dreams
- Titre français : Jusqu'au bout du rêve
- Titre québécois :  Champ de rêves
- Réalisation : Phil Alden Robinson

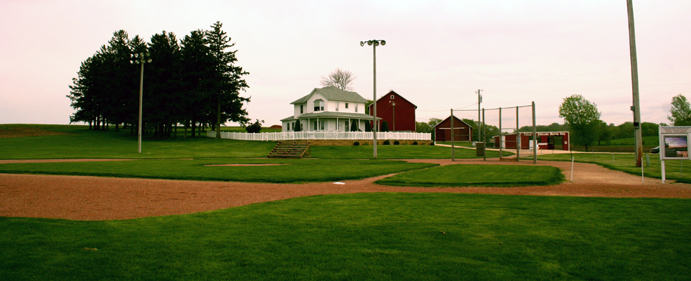
Le terrain utilisé pour le film, à Dyersville, dans l'Iowa.

- Scénario : Phil Alden Robinson, d'après le livre Shoeless Joe, de W. P. Kinsella
- Musique : James Horner
- Photographie : John Lindley
- Montage : Ian Crafford
- Décors : Dennis Gassner
- Costumes : Linda M. Bass
- Production : Brian E. Frankish, Charles Gordon (en), Lawrence Gordon et Lloyd Levin
- Société de production : Gordon Company
- Société de distribution : Universal Pictures
- Langue : anglais
- Format : couleur
- Ratio : 1.85 : 1
- Son : Dolby
- Genre : Comédie dramatique, fantastique, sport
- Durée : 107 min
- Dates de sortie :
  - États-Unis : 21 avril 1989
  - France : 13 septembre 1989

## Distribution
Sauf indication contraire, les informations mentionnées dans cette section peuvent être confirmées par la base de données cinématographiques IMDb,  présente dans la section « Liens externes ».
- Kevin Costner (VF : Patrick Poivey ; VQ : Marc Bellier) : Ray Kinsella
- Amy Madigan (VF : Joëlle Brover ; VQ : Marie-Andrée Corneille) : Annie Kinsella
- Gaby Hoffmann (VF : Magali Barney) : Karin Kinsella

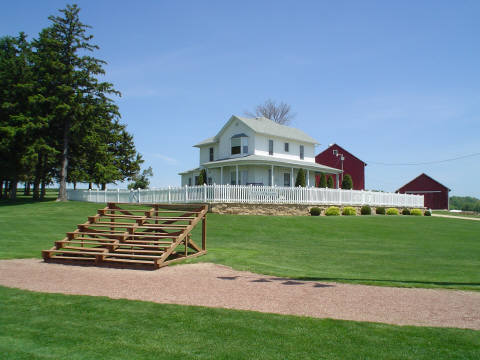
Les gradins et la maison présents dans le film.

- Ray Liotta (VF : Thierry Wermuth ; VQ : Mario Desmarais) : « Shoeless » Joe Jackson
- Timothy Busfield (VF : Daniel Russo ; VQ : Luis de Cespedes) : Mark
- James Earl Jones (VF : Benoît Allemane ; VQ : Victor Désy) : Terence « Terry » Mann
- Burt Lancaster (VF : Raymond Loyer ; VQ : Vincent Davy) : Dr Archibald « Moonlight » Graham
- Frank Whaley (VF : Franck Capillery ; VQ : Gilbert Lachance) : Archie Graham, jeune
- Dwier Brown (en) (VF : Jean-Philippe Puymartin) : John Kinsella
- Kelly Coffield Park (en) : Dee, la femme de Mark
- Michael Milhoan (VF : Marc Alfos) : Buck Weaver
- Steve Eastin : Eddie Cicotte
- Art LaFleur : Chick Gandil
- Lee Garlington : Beulah Gasnick
- James Andelin (VF : Georges Atlas) : le gérant du magasin
- Mary Anne Kean : la gérante du magasin
- Fern Persons (en) (VF : Paule Emmanuele) : la mère d'Annie
- Mike Nussbaum (VF : Roger Crouzet) : le principal
- Anne Seymour : l'éditrice du journal de Chisolm
- Joseph R. Ryan (VF : René Bériard) : l'homme au bar no 3
- Jeffrey Neal Silverman (VF : Luc Bernard) : Charlie, l'homme rasé de près du Centerfielder
- Ben Affleck : un fan de baseball au Fenway Park (non crédité)
- Matt Damon : un fan de baseball au Fenway Park (non crédité)

 Source et légende : version française (VF) sur RS Doublage ; version québécoise (VQ) sur Doublage.qc.ca

## Bande originale
- Crazy, interprété par Beverly D'Angelo
- Daydream, interprété par The Lovin' Spoonful
- Jessica, interprété par The Allman Brothers Band
- China Grove, interprété par The Doobie Brothers
- Lotus Blossom, interprété par Duke Ellington

## Autour du film
- Le tournage s'est déroulé à Boston, Dubuque, Dyersville et Galena.
- Shoeless Joe Jackson fut vraiment mêlé au scandale des Black Sox.
- Premier film de l'actrice Gaby Hoffmann, il est également le dernier film de l'actrice Anne Seymour, décédée en décembre 1988.
- Sheila McCarthy et Reba McEntire ont toutes les deux auditionné pour le rôle d'Annie.
- Tom Hanks refusa le rôle de Ray Kinsella.
- Ray Liotta, qui incarne Shoeless Joe Jackson, batte de la main droite. Or, le véritable Shoeless Joe était gaucher.
- Alors inconnus, les deux amis Ben Affleck et Matt Damon, âgés de 17 et 19 ans, apparaissent lors d'une scène au stade de Fenway Park. Plus de dix ans plus tard, Ben Affleck retrouvera le réalisateur Phil Alden Robinson dans le rôle principal de La Somme de toutes les peurs en 2002.
- Dans La Mort d'Eric Cartman, 131e épisode de la série South Park, l'une des scènes fait référence au film.
- Ce n'est pas la première incursion de Kevin Costner dans le monde du baseball, puisque dans son précédent film, Duo à trois (Bull Durham) en 1988, il incarnait l'entraîneur d'une équipe de la ligue mineure de baseball.
- Dans le roman, l'auteur mettait en scène un véritable écrivain, J. D. Salinger, rendu célèbre pour son roman L'Attrape-cœurs. Ce dernier refusant d'être décrit dans le film, Phil Alden Robinson a dû réécrire le personnage[3].
- Dans la série How I Met Your Mother, Jusqu'au bout du rêve est l'un des films préférés des trois amis Marshall Eriksen, Barney Stinson et Ted Mosby.
- L'acteur Taylor Lautner a créé une fausse bande annonce d'une suite de Field of Dreams appelée Field of Dreams 2: NFL Lockout. Il est possible de voir, entre autres, Ray Liotta et Kevin Costner, ainsi que l'actrice Marielle Jaffe[4].

## Distinctions

### Récompenses
- Meilleur film étranger, lors des Hōchi Film Awards en 1990.
- Meilleur film étranger, lors des Awards of the Japanese Academy en 1991.
- Meilleur film étranger, lors des Blue Ribbon Awards en 1991.
- Meilleur film étranger, lors des Kinema Junpo Awards en 1991.
- Young Artist Award du meilleur second rôle féminin pour Gaby Hoffmann en 1990.

### Nominations
- Meilleur casting pour un film dramatique, par la Casting Society of America en 1989.
- Oscar du meilleur film, meilleur scénario adapté et meilleure musique de film en 1990.
- Meilleur montage, par l'American Cinema Editors en 1990.
- Meilleur réalisateur, par la Directors Guild of America en 1990.
- Grammy Award de la meilleure bande originale de film en 1990.
- Prix Hugo du meilleur film dramatique en 1990.
- Meilleur scénario adapté, par la Writers Guild of America en 1990.
- Meilleur film fantastique et meilleur scénario, par l'Académie des films de science-fiction, fantastique et horreur en 1991.